# Palazzo dell'Istituto Grenoble
Il palazzo dell'Istituto Grenoble, meglio conosciuto come Le Grenoble, è uno degli edifici di interesse storico ed artistico di Napoli; è sito in via Crispi, all'interno del rione Amedeo, nel quartiere Chiaia.
La struttura è opera dell'eccentrico architetto scozzese Lamont Young, che sperimentò a Napoli e in particolare nel quartiere di Chiaja. L'edificio costruito intorno al 1884 per l'istituto scolastico femminile della Mac Kean Bentik, rappresenta una pregevole testimonianza neorinascimentale.
La struttura ospita l'Institut français de Naples "Le Grenoble", ente ufficiale dipendente dal Ministero degli Affari Esteri francese, che ha per missione la diffusione e la promozione della lingua e della cultura francese. Acquistato dall'Università di Grenoble per 1 milione di lire nel 1933, si tratta dell'unico bene immobile francese a Napoli, proprietà del ministero degli esteri.

"Le Grenoble" accoglie nei suoi spazi il Consolato Generale di Francia, la scuola francese Alexandre Dumas e il Centro di ricerche archeologiche Jean Bérard.

## Descrizione
L'edificio, costruito interamente in pietra di tufo, presenta due pieni sulla facciata e tre sui lati. Di notevole interesse è soprattutto la facciata che mostra, tra l'altro, un particolare uso del tufo giallo napoletano a bugne sul basamento, mentre in tondi sono scolpiti busti di personalità della cultura francese, sempre nello stesso materiale.
Al secondo piano, l'ex appartamento del direttore dell'Istituto, in seguito adibito parzialmente agli uffici del consolato, ospita un grande terrazzo a L che si affaccia sulla via Crispi e sull'antistante villa Lauro.